# Erlangeinae
Erlangeinae H. Rob., 1999 è una sottotribù di piante angiosperme dicotiledoni della famiglia delle Asteraceae.

## Etimologia
Il nome scientifico di questa sottotribù deriva dal suo genere tipo (Erlangea Sch. Bip., 1853) ed è stato definito per la prima volta dal botanico americano Harold E. Robinson (1932 - ) nella pubblicazione "Proceedings of the Biological Society of Washington - 112(1): 222 (1999)" del 1999.

## Descrizione

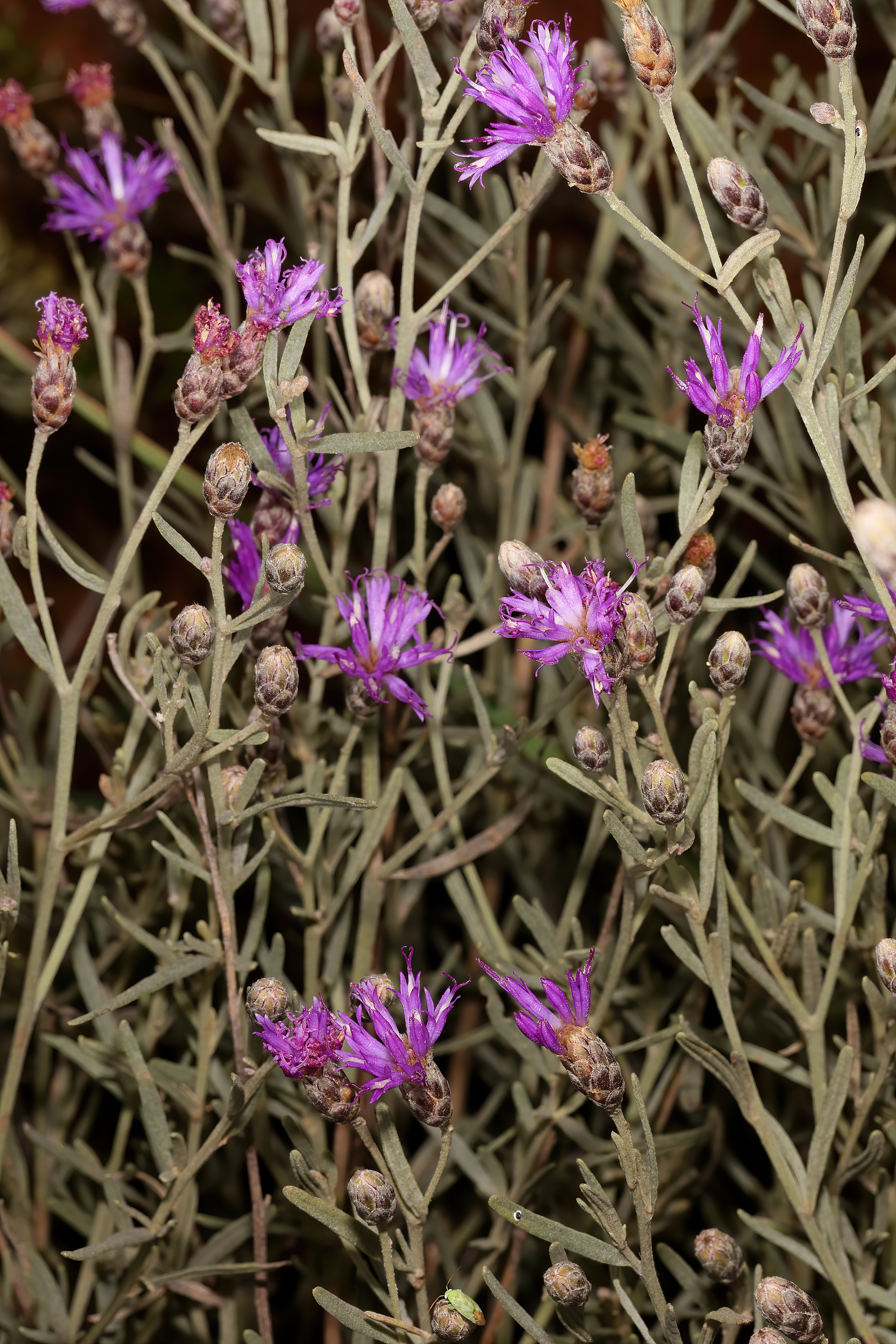
Il portamento
Oocephala staehelinoides

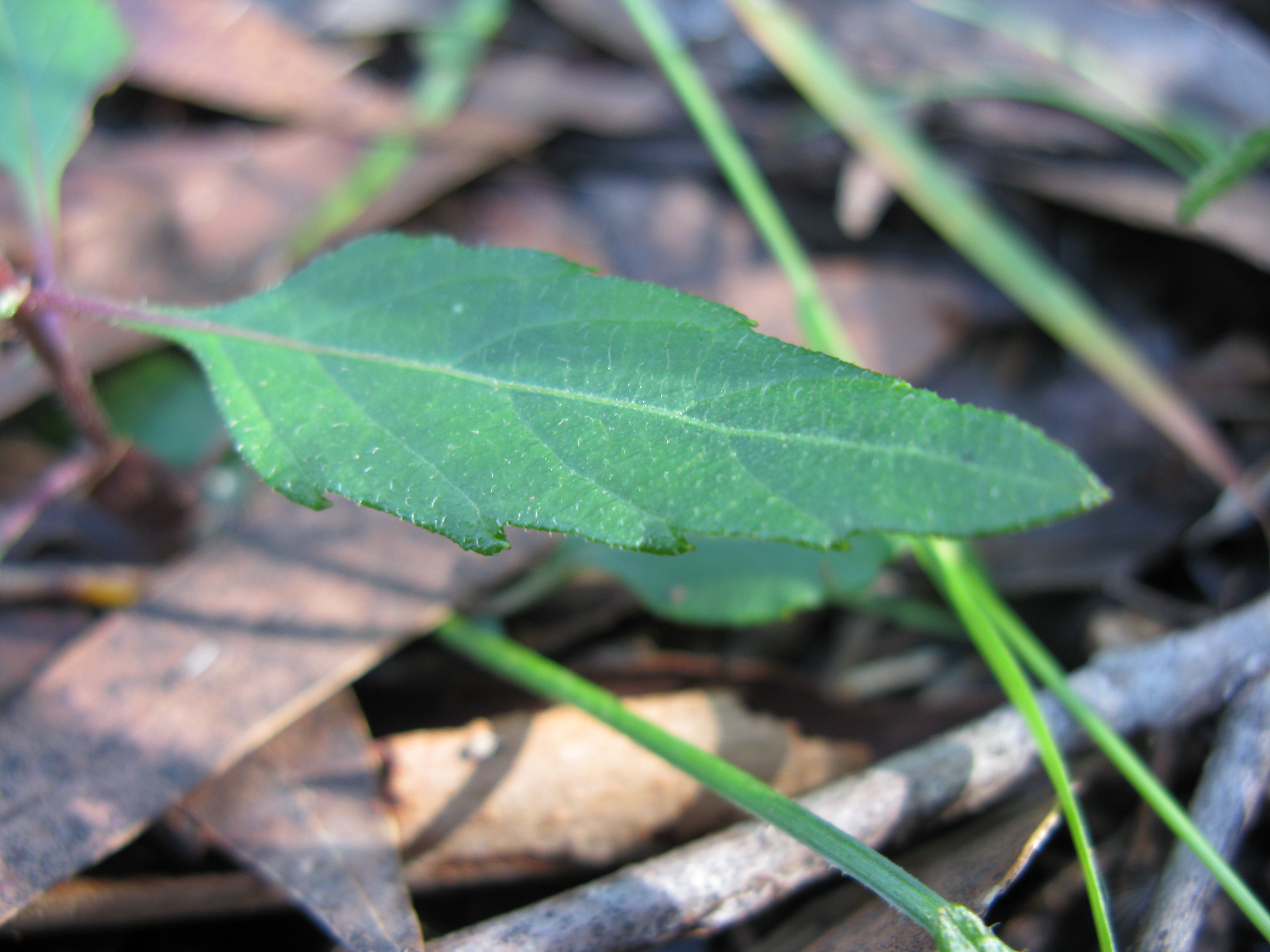
Le foglie
Cyanthillium cinereum

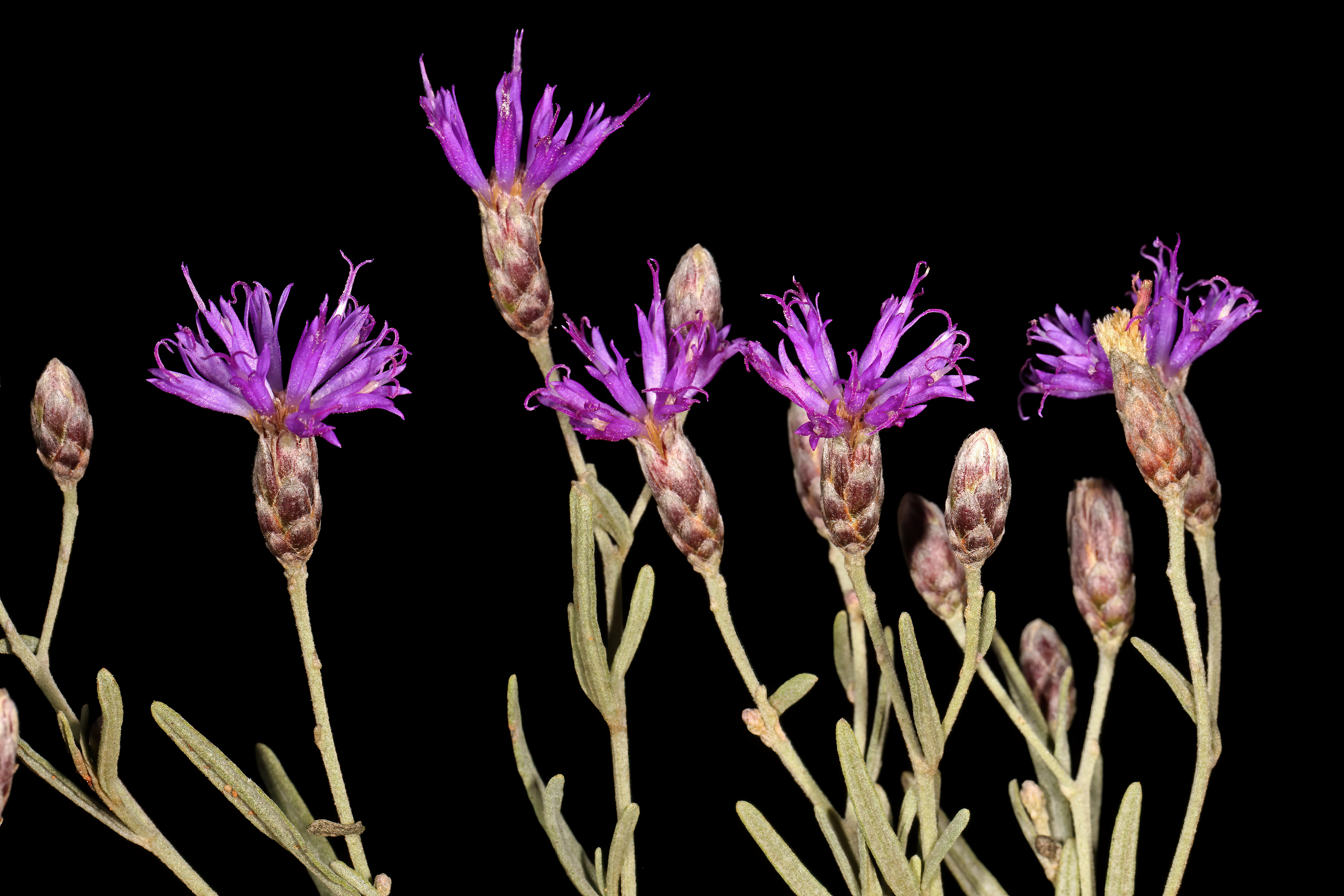
Infiorescenza
Oocephala staehelinoides

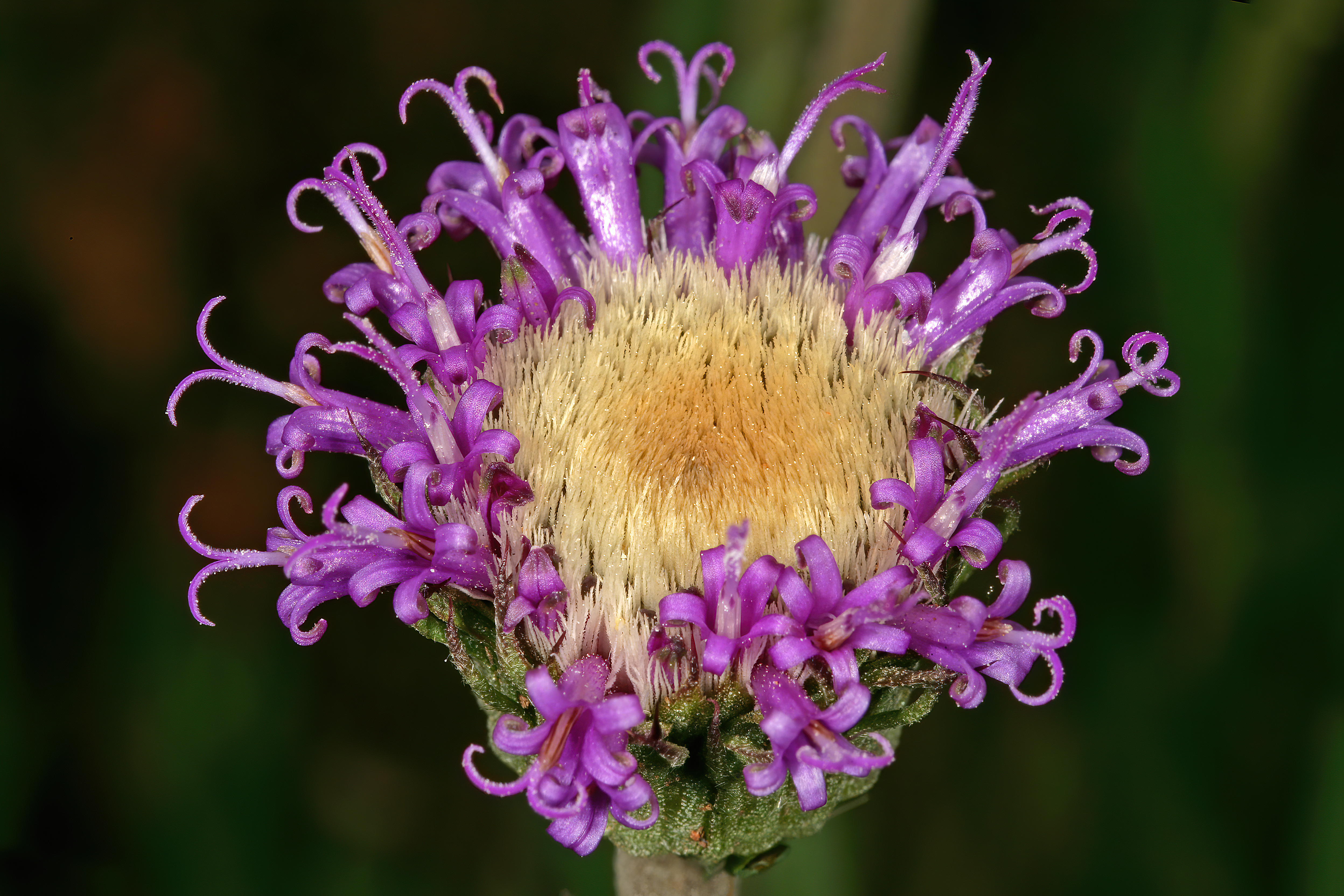
I fiori
Pseudopegolettia tenella

Le specie di questa sottotribù sono fondamentalmente erbacee con cicli biologici annuali o perenni. In alcuni casi si hanno degli habitus legnosi e robusti (genere Orbivestus); in altri casi le specie sono rizomatose (genere Muschleria); solo in un genere (Ambassa) l'habitus di queste specie è formato da piccoli alberi o arbusti. Spesso sulla superficie di queste piante sono presenti peli semplici, peli a “T” e anche tricomi.
Le foglie sono disposte in modo alterno (raramente sono a spirale o opposte) oppure rosulate (a rosetta); in alcune specie sono picciolate, mentre in altre sono sessili (Vernoniastrum migeodii (S. Moore) Isawumi). La lamina in genere è intera, stretta o allargata come in Orbivestus bamendae (C. D. Adams) Isawumi oppure strettamente picciolata e membranacea (genere Cyanthillium) oppure filiforme (genere Paurolepis) oppure profondamente pennata (genere Rastrophyllum). Le venature in genere sono pennate. I margini sono continui o seghettati. In alcuni generi (o specie) la superficie è pubescente (Orbivestus blumeoides (Hook, f.) Isawumi).
L'infiorescenza è formata da numerosi capolini separati (sessili o peduncolati) spesso in formazioni corimbose ma anche solitari. La struttura dei capolini è quella tipica delle Asteraceae: un peduncolo sorregge un involucro a forma spesso campanulata composto da diverse squame (fino a 200) disposte su più serie (fino a 7 - vedi tabella) che fanno da protezione al ricettacolo sul quale s'inseriscono diversi fiori di tipo tubuloso. Le brattee dell'involucro, persistenti, a volte sono divise in esterne e interne. Il ricettacolo normalmente è sprovvisto di pagliette.
I fiori, da pochi fino a 150 per capolino (vedi tabella), sono tetra-ciclici (ossia sono presenti 4 verticilli: calice – corolla – androceo – gineceo) e pentameri (ogni verticillo ha in genere 5 elementi). I fiori sono inoltre ermafroditi e zigomorfi.
- Formula fiorale:

*/x K {\displaystyle \infty }, [C (5), A (5)], G 2 (infero), achenio
- Calice: i sepali del calice sono ridotti ad una coroncina di squame.
- Corolla: la corolla dei singoli fiori può essere pubescente oppure cosparsa di ghiandole (in Decastylocarpus perrieri Humbert); in altri casi i lobi possono essere sericei o spinosi. Il colore tipicamente è da blu a bianco.
- Androceo: gli stami sono 5 con filamenti liberi e distinti, mentre le antere sono saldate in un manicotto (o tubo) circondante lo stilo.[9] Le antere sono calcarate (speronate) oppure arrotondate (genere Oocephala) oppure a forma di lancia (alcune specie in Vernoniastrum) oppure con lobi sterili oppure sagittate; in genere sono prive di ghiandole. Il polline è del tipo triporato (con le fessure di germinazione costituite da tre pori) ma anche tricolporato (con tre aperture sia di tipo a fessura che tipo isodiametrica o poro)[10]; con polline triporato la parte più esterna dell'esina è sollevata a forma di creste e depressioni.
- Gineceo: lo stilo è filiforme con base priva di nodi oppure con larghi nodi o protuberanze. Gli stigmi dello stilo sono due lunghi e divergenti; sono sottili, pelosi e con apice acuto. L'ovario è infero uniloculare formato da 2 carpelli. Gli stigmi hanno la superficie stigmatica interna (vicino alla base).[11]

I frutti sono degli acheni con pappo. Gli acheni hanno 4 - 10 coste (ma vi sono anche generi con acheni a 4 – 5 coste). Sulla superficie degli acheni sono presenti dei tricomi oppure dei tubercoli (genere Rastrophyllum); all'interno si può trovare del tessuto di tipo idioblasto (anche disperso come nel genere Polydora; oppure raccolto in bande trasversali come nelle specie del genere Vernoniastrum) e rafidi di tipo subquadrato da corti a elongati; non è presente il tessuto fitomelanina. Il pappo è formato da peli (o setole) capillari o piumosi disposti su due serie (gli elementi esterni sono più brevi); in alcuni generi è caduco (genere Orbivestus); in altri è di tipo coroniforme; in altri ancora può essere mancante (genere Erlangea).

### Struttura dell'involucro e del capolino
| Genere           | Numero brattee dell'involucro              | Numero fiori per capolino |
| ---------------- | ------------------------------------------ | ------------------------- |
| Ageratinastrum   | circa 30 in 3-4 serie                      | circa 15                  |
| Ambassa          | circa 40 in circa 4 serie                  | 20-25                     |
| Bothriocline     | 25-50 in 3-5 serie                         | 3-100                     |
| Cyanthillium     | circa 30 in 3-5 serie                      | 15-94                     |
| Decastylocarpus  | 35 in 4-5 serie                            | 25-30                     |
| Diaphractanthus  | circa 30 in circa 4 serie                  | 10-15                     |
| Erlangea         | 20-200 in 3-7 serie                        | 25-100                    |
| Ethulia          | 15-40 in 2-3 serie                         | 3-100                     |
| Gutenbergia      | 20-40 su 3-5 serie                         | 4-50                      |
| Herderia         | 15-25 esterne e 25-30 interne in 3-4 serie | circa 30                  |
| Hoffmannanthus   | diverse brattee su 2-3 serie               | circa 15                  |
| Hystrichophora   | diverse brattee in 6-7 serie               | 5-6                       |
| Jeffreycia       | diverse brattee su 4-5 serie               | 5-40                      |
| Kinghamia        | 100-200 in 5-6 serie                       | 50-80                     |
| Kurziella        | 25-30 in 5-6 serie                         | 15-20                     |
| Lettowia         | 15-20 in 2-3 serie                         | circa 40                  |
| Muschleria       | circa 20 in 4-5 serie                      | 4-6                       |
| Namibithamnus    | circa 60 in circa 6 serie                  | 35-40                     |
| Okia             | 50-95 in 4-5 serie                         | 30-50                     |
| Omphalopappus    | circa 50 in circa 3 serie                  | circa 35                  |
| Oocephala        | 35-40 in 4-7 serie                         | circa 15                  |
| Orbivestus       | 50-100 in 5-7 serie                        | 15-50                     |
| Paurolepis       | circa 25 in circa 4 serie                  | circa 10                  |
| Pseudopegolettia | 20-60 in circa 3 serie                     | circa 15 e più            |
| Rastrophyllum    | 30-40 in 2-5 serie                         | 25-35                     |
| Vernoniastrum    | circa 50 in circa 3 serie                  | circa 50                  |

## Biologia
- Impollinazione: l'impollinazione avviene tramite insetti (impollinazione entomogama tramite farfalle diurne e notturne).
- Riproduzione: la fecondazione avviene fondamentalmente tramite l'impollinazione dei fiori (vedi sopra).
- Dispersione: i semi (gli acheni) cadendo a terra sono successivamente dispersi soprattutto da insetti tipo formiche (disseminazione mirmecoria). In questo tipo di piante avviene anche un altro tipo di dispersione: zoocoria. Infatti gli uncini delle brattee dell'involucro si agganciano ai peli degli animali di passaggio disperdendo così anche su lunghe distanze i semi della pianta.

## Distribuzione e habitat
La maggior parte dei generi sono relativi al “Vecchio mondo”, in particolare al continente africano.

## Tassonomia

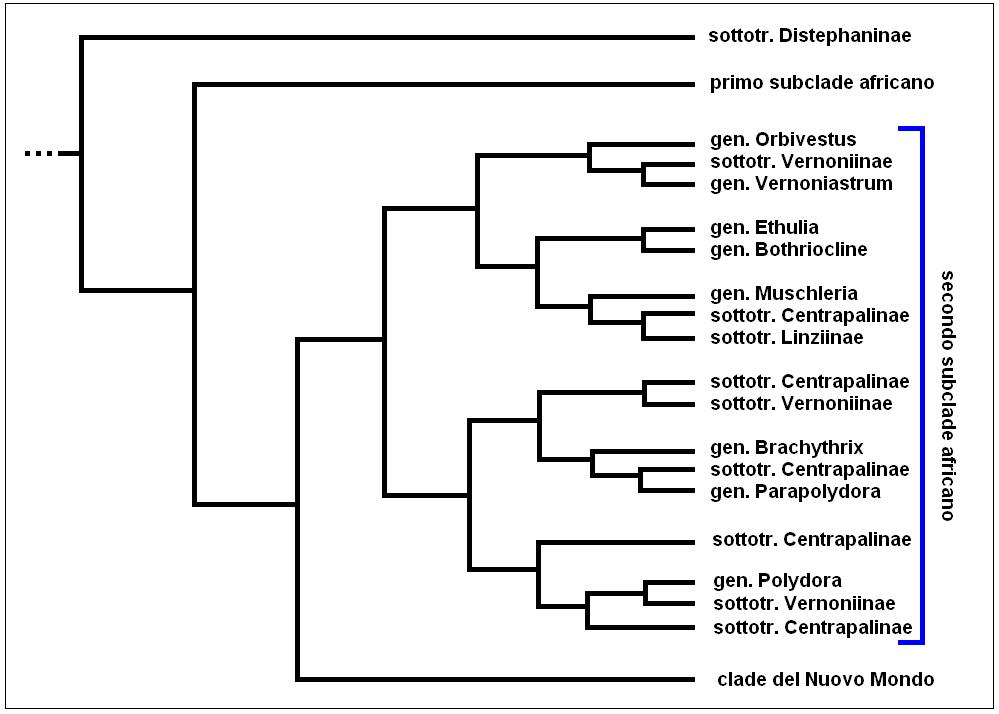
Cladogramma della sottotribù

La famiglia di appartenenza di questa voce (Asteraceae o Compositae, nomen conservandum) probabilmente originaria del Sud America, è la più numerosa del mondo vegetale, comprende oltre 23.000 specie distribuite su 1.535 generi, oppure 22.750 specie e 1.530 generi secondo altre fonti (una delle checklist più aggiornata elenca fino a 1.679 generi). La famiglia attualmente (2021) è divisa in 16 sottofamiglie.

### Filogenesi
La sottotribù Erlangeinae è descritta all'interno della tribù Vernonieae Cass. della sottofamiglia Vernonioideae Lindl.. Da un punto di vista filogenetico in base alle ultime analisi sul DNA (Keeley et al., 2007) la tribù Vernonieae è risultata divisa in due grandi cladi: Muovo Mondo e Vecchio Mondo; a sua volta entrambi divisi in due subcladi. I generi di Erlangeinae appartengono al subclade relativo all'Africa tropicale e meridionale (l'altro subclade africano comprende anche specie delle Hawaii) frammisti ai generi di altre sottotribù; si tratta quindi di un clade non ancora ben risolto filogeneticamente. Il cladogramma a lato, comprendente alcuni generi della sottotribù, tratto dallo studio citato e semplificato dimostra l'attuale (e per il momento incompleta) conoscenza filogenetica di questo gruppo.
Recentissime analisi (2019) con nuovi metodi filogenomici hanno migliorato la posizione della sottotribù. In particolare Erlangeinae fa parte di un gruppo di sottotribù comprendenti anche Gymnantheminae e Linziinae.
La sottotribù, e quindi i suoi generi, si distingue per i seguenti caratteri:
- il pappo è formato da una singola serie, oppure ha delle scaglie rudimentali;
- gli acheni hanno dei rafidi allungati.

Il numero cromosomico delle specie di questa sottotribù è 2n = 18, 20, 36 o 40.

### Composizione della sottotribù
La sottotribù comprende 26 generi e 188 specie.

| Genere                                            | N. specie                                                               | Distribuzione | Caratteri principali |
| ------------------------------------------------- | ----------------------------------------------------------------------- | --- | --- |
| Ageratinastrum Mattf., 1932                       | 4                                                                       | Africa (tropicale) | Le pagliette sono presenti solamente alla periferia del ricettacolo. - La pubescenza degli steli è patente. - Le foglie in genere sono disposte in modo opposto o a spirale (altrimenti sono alterne). - I lobi della corolla sono ricoperti da molti peli. - Il numero dei fiori per capolino è 15. |
| Ambassa Steetz, 1864                              | Una specie: Ambassa hochstetteri (Sch.Bip. ex Hochst.) Steez, 1864      | Africa (orientale) | L'habitus varia da deboli arbusti a piccoli alberi. - Gli acheni hanno 10 coste. - Sono presenti peli simmetrici a “T” con peduncoli lungamente multisettati. |
| Bothriocline Oliv. ex Benth., 1873                | 61                                                                      | Africa (tropicale) | Le brattee dell'involucro sono verdastre con margini sclerificati. - Le foglie sono disposte in modo alterno, opposto o a spirale. - Gli acheni sono provvisti di lunghe e ampie coste. - Il polline è tricolporato ("lophato" oppure no).                                                           |
| Cyanthillium Blume, 1826                          | 11                                                                      | Asia (Oceano Indiano, Indonesia e Asia orientale) e Africa | L'habitus delle specie è annuale o formato da specie piccolo-perenni. - Il polline in genere è "lophato" e triporato. |
| Decastylocarpus Humbert, 1923                     | Una specie: D. perrieri Humbert                                         | Madagascar | Il pappo è formato da corte scaglie. - Il polline tricolporato (non "lophato"). - Gli acheni hanno poche setole. |
| Diaphractanthus Humbert, 1923                     | Una specie: D. homolepis Humbert                                        | Madagascar | Gli acheni hanno10 coste e sono densamente ghiandolosi. - Le foglie sono strette con una lunghezza di 1–2 cm. - I lobi della corolla sono sericei per peli rigidi. - I fiori per capolino sono 10 - 15 e colorati di biancastro.                                                                     |
| Erlangea Sch. Bip., 1853                          | 13                                                                      | Africa (tropicale) | I capolini hanno 20 - 100 fiori. - Le foglie spesso sono ampiamente sessili. - L'origine delle specie è africana. |
| Ethulia L. f., 1762                               | 15                                                                      | Africa e Asia (meridionale e orientale) | La corolla all'apice è glabra. - Il pappo è assente oppure ha un alto collare. |
| Gutenbergia Sch. Bip. ex Walp., 1843              | 25                                                                      | Africa | Le foglie sono sessili. - I lobi della corolla sono ricoperti da peli di tipo "T". - Gli acheni normalmente sono glabri. |
| Herderia Cass., 1829                              | Una specie: H. truncata Cass.                                           | Africa (tropicale occidentale) | |
| Hoffmannanthus H.Rob., S.C.Keeley & Skvarla, 2014 | Una specie: H. abbotianus (O.Hoffm.) H.Rob., S.C.Keeley & Skvarla, 2014 | I peli dei fusti sono provvisti all'apice di cellule asimmetriche. - Le lame delle foglie, alla base, si assottigliano nel picciolo. - I lobi della corolla sono oblungo-lanceolati e leggermente ricurvi. | |
| Hystrichophora Mattf., 1936                       | Una specie: H. macrophyllum Mattf.                                      | Tanzania | Le foglie sono per lo più raccolte in rosette basali. - La lamina delle foglie è allargata e tomentosa di sotto. - Le brattee dell'involucro hanno delle punte spinose. |
| Jeffreycia H.Rob., S.C.Keeley & Skvarla, 2014     | 5                                                                       | Africa orientale e Sri Lanka | Le foglie in genere si presentano con delle auricole basali. - I lobi della corolla sono eretti e lanceolati. - La pubescenza in genere è formata da peli semplici. |
| Kinghamia C. Jeffrey, 1988                        | 5                                                                       | Africa (tropicale) | I lobi della corolla a maturità si presentano riflessi. - Le teche delle antere sono pallide e parzialmente visibili. - La base dello stilo è provvista di distinti nodi. - L'origine delle specie è africana.                                                                                       |
| Kurziella H.rob. e Bunwong, 2010                  | Un specie: K. gymnoclada (Collett & Hemsl.) H.Rob. & Bunwong, 2010      | Myanmar e Thailandia | Le infiorescenze sono solitarie sessili terminali e ascellari. - Il pappo è su una riga sola. |
| Lettowia H.Rob. & Skvarla, 2013                   | Una specie: L. nyassae (Oliv.) H.Rob., 2013                             | Tanzania | |
| Muschleria S. Moore, 1914                         | Una specie: M. angolensis S. Moore                                      | Angola e Africa (meridionale-tropicale) | Le infiorescenze sono composte da uno o più capolini sessili in densi glomeruli. - Il pappo è coroniforme. |
| Namibithamnus H.Rob., Skvarla & Funk, 2016        | 2                                                                       | Namibia | Il portamento di queste piante consiste in piccoli arbusti. - L'indumento è formato da un denso tomento grigio-giallastro. |
| Okia H.Rob. & Skvarla, 2010                       | 2                                                                       | Myanmar e Thailandia | I peduncoli sono fistolosi lunghi 25 – 40 cm. |
| Omphalopappus O. Hoffm., 1890                     | Una specie: O, newtonii O.Hoffm., 1890                                  | Angola | Gli acheni hanno 5 coste e sono glabri. - O piccioli sono corti. - I lobi della corolla sono privi di peli. - I fiori sono 35 per capolino. - Il colore della corolla è porpora. |
| Oocephala (S.B. Jones) H.Rob., 1999               | 4                                                                       | Africa (tropicale) | Le setole del pappo sono subpiumose. - Il polline è del tipo triporato. - Gli steli sono ricoperti di peli a forma di "L" rovesciato. |
| Orbivestus (S.B. Jones) H. Rob., 1999             | 12                                                                      | Africa (tropicale e del sud) | Le infiorescenze a volte sono composte da serie di capolini. - I lobi della corolla sono privi dei peli simmetrici a forma di "T". - La base delle antere è codata. |
| Paurolepis S. Moore, 1917                         | Una specie: P. filifolia (R.E.Fr.) Wild & G.V.Pope, 1977                | Africa | La lamina delle foglie è filiforme. - Le teche delle antere sono lunghe, strette e lineari (3 mm lunghe). |
| Pseudopegolettia H.Rob., Skvarla & Funk, 2016     | 2                                                                       | Africa meridionale | L'infiorescenza è formata da pochi capolini all'apice di lunghi rami (o peduncoli). - Gli steli sono ricoperti da peli asimmetrici. |
| Rastrophyllum Wild & G.V. Pope, 1977              | 2                                                                       | Africa (tropicale) | Le foglie sono profondamente pennatifide. - La superficie degli acheni è ricoperta da densi, minuti tubercoli. |
| Vernoniastrum H. Rob., 1999                       | 13                                                                      | Africa (tropicale) | Il portamento di queste piante è fatto di erbe perenni. - L'indumento non comprende peli a forma di "T". - La base delle antere è codata. |